# Mariarosa Dalla Costa
Mariarosa Dalla Costa er en italiensk autonom feminist. Hun er medforfatter til den klassiske The Power of Women & The Subversion of the Community fra 1972 med Selma James, en tekst der blev begyndelsen på debatten om husarbejde ved at omdefinere husarbejde som reproduktivt arbejde, der er nødvendigt for at kapitalen kan fungere, og gjort usynligt ved dets fjernelse fra lønrelationen. Dalla Costa udviklede denne analyse som medlem af bevægelsen Lotta Feministia og som en kritik af italiensk arbejderisme.